# 大荔站
大荔站位于中华人民共和国陕西省渭南市大荔县埝桥镇北四环路，是大西高速铁路上的一个车站，于2014年7月1日启用营运，由中国铁路西安局集团渭南车务段管辖。

## 歷史
- 2014年7月1日，隨著大西客運專線太原－西安段通車啟用。[2]

## 车站结构
本站布局为2台4线。
| 北↑ |      |                                                              |  |
|     | 侧式 |                                                              |  |
|     | 2    | 到发线                                                       |  |
| Ⅱ道 | 无   | （渭南北站）大西高速铁路 上行正线 往怀仁东站方向（永济北站） |  |
| Ⅰ道 | 无   | （渭南北站）大西高速铁路 下行正线 往西安北站方向（永济北站） |  |
|     | 1    | 到发线                                                       |  |
|     | 侧式 |                                                              |  |
| 南↓ | 站房 | 进出站、接驳交通                                             |  |

## 車站周邊
- 大荔县非物质文化遗产展示体验馆
- 108国道

## 外部連結
- 中国铁路客户服务中心 （页面存档备份，存于）